# Nemegtonykus
Nemegtonykus citus
Genre
Espèce
Nemegtonykus (qui signifie « griffe de Nemegt », d'après la formation de Nemegt où il a été trouvé) est un genre fossile de dinosaures Alvarezsauridae de la famille des Parvicursorinae de la formation de Nemegt en Mongolie. Le type et la seule espèce est Nemegtonykus citus. Ce n'est que le deuxième alvarezsaure connu de cette formation, l'autre étant Mononykus.

## Découverte

Comparaison de taille

En 2008, l'expédition internationale de dinosaures Corée-Mongolie sur le site d'Altan Uul III, dans le désert de Gobi, a mis au jour une concentration dense de squelettes de théropodes. Certains d'entre eux appartenaient à Gobiraptor ainsi qu'à un Oviraptoridae encore non décrit, mais trois appartenaient à des Alvarezsauridae. Un spécimen, MPC-D 100/206, a été considéré cf. Mononykus sp., mais les deux autres représentaient une espèce nouvelle pour la science.
En 2019, l'espèce type Nemegtonykus citus a été nommée et décrite par Lee Sungjin et al.. Le nom générique combine une référence au Nemegt avec un grec ὄνυξ, onyx, « griffe », analogue à Mononykus. L'épithète spécifique signifie « le rapide » en latin.
L'holotype, MPC-D 100/203, a été trouvé dans une couche de la formation de Nemegt (peut-être Campanien supérieur - Maastrichtien inférieur). Il consiste en un squelette partiel dépourvu de crâne. Il contient six vertèbres dorsales, deux vertèbres sacrées, vingt et une vertèbres caudales, cinq côtes, la ceinture scapulaire gauche, l'os pubien gauche, des parties d'autres os pelviens, le membre postérieur gauche et le tibia droit. Le membre postérieur gauche et la queue étaient articulés. Les autres os étaient associés sur une petite surface.